# 李安度·杜明基斯
李安度·杜明基斯（Leandro Domingues，1983年8月24日—2025年4月1日），出生於維多利亞-達孔基斯塔，巴西的足球運動員，司職攻擊中場，曾效力日本職業足球聯賽球隊柏雷素爾和名古屋鯨魚。

## 榮譽
- 維多利亞
  - 巴希亞州聯賽: 2002, 2003, 2004, 2005

- 高士路
  - 米納斯吉拉斯州聯賽: 2008

- 柏雷素爾
  - 日本職業足球乙级聯賽: 2010
  - 日本職業足球聯賽: 2011

個人
- 日本職業聯賽最佳球員: 2011[1]
- 日本職業聯賽年度最佳陣容: 2011

## 連結
- （葡萄牙文） CBF[永久]
- （英文） Guardian Stats Centre
- （葡萄牙文） zerozero.pt[永久]
- （德文） soccerterminal
- （英文） sambafoot